# Claudio Berlanda
Claudio Berlanda (Cavedine, 7 agosto 1954) è un ex calciatore italiano, di ruolo difensore.

## Carriera
Terzino sinistro con propensione di fluidificante, debutta in Serie B il 6 gennaio 1974 nella gara Como-Brescia (1-0). Con le Rondinelle disputa quattro campionati cadetti, per un totale di 62 presenze.
Nel 1977 passa al Chieti, con cui gioca una stagione in Serie C e quella successiva in Serie C1, e dopo una parentesi con il Taranto nella Serie B 1979-1980, torna per un altro anno in Abruzzo.
La sua carriera prosegue tra Serie C1 e Serie C2 con Giulianova, Alessandria e Massese per terminare nel 1985 tra i Dilettanti con la Migliarinese.